# Chiapacris eximius
Chiapacris eximius är en insektsart som beskrevs av Otte, D. 1979. Chiapacris eximius ingår i släktet Chiapacris och familjen gräshoppor. Inga underarter finns listade i Catalogue of Life.